# Tomáš Jungwirth (fyzik)
Tomáš Jungwirth (* 23. října 1967 Praha) je český fyzik zabývající se fyzikou pevných látek, který se specializuje na spintroniku. Působí na Fyzikálním ústavu Akademie věd České republiky a na Nottinghamské univerzitě. V roce 2009 se stal členem Učené společnosti ČR. Za svou práci získal Cenu Neuron (2018) či Národní cenu v projektu Česká hlava (2024). Jeho bratrem je fyzikální chemik Pavel Jungwirth.

## Vědecká kariéra
Tomáš Jungwirth byl jedním ze čtyř členů mezinárodního týmu fyziků, který oznámil pozorování spinového Hallova jevu, od té doby přispěl mnoha články v odborných časopisech k rozvoji oboru spintroniky. V roce 2011 obdržel ERC grant Spintronika založená na relativistických jevech v systémech s nulovým magnetickým momentem, zaměřený především na výzkum možností použití antiferomagnetických látek ve spintronických aplikacích.
Je vedoucím týmu, který v roce 2018 ohlásil vynález možnosti ukládat elektronická data podstatně rychleji než dosud díky antiferomagnetickým krystalům. Sehrál také významnou roli v objevu altermagnetů.

## Členství a ocenění
Členem Učené společnosti ČR se stal v roce 2009. V roce 2011 získal členství v Radě pro Vědu, vývoj a inovace, odborného a poradního orgánu vlády České republiky a roku 2014 v Academia Europaea.
V roce 2018 obdržel Cenu Neuron za významný vědecký objev ve fyzice. Je členem Vědecké rady oboru fyzika Nadačního fondu Neuron. Roku 2024 získal Národní cenu v projektu Česká hlava „za celoživotní přínos vědeckému výzkumu a úspěchy v oboru spintroniky“. Seznam Clarivate Highly Cited Researchers 2024 jej zařadil mezi jedno procento nejcitovanějších vědců světa, jako jednoho ze sedmi takových vědeckých pracovníků působících v českých institucích.

## Externí odkaz
- Citují nás po celém světě, a to jsme teprve na začátku, říká Tomáš Jungwirth o objevu altermagnetů. Novinky.cz [online]. 2024-03-18. Dostupné online.
- Neuron Club: Od altermagnetismu ke hvězdám (23. dubna 2024, přednáška T. Jungwirtha) na YouTube